# Saint-Macaire (Gironde)
Saint-Macaire, gaskognisch Sent-Macari, ist eine französische Gemeinde mit 2000 Einwohnern (Stand 1. Januar 2022) im Département Gironde in der Region Nouvelle-Aquitaine. Saint-Macaire gehört zum Kanton L’Entre-deux-Mers. Die Gemeinde gehörte zum Arrondissement von La Réole und wurde nach dessen Auflösung dem Arrondissement Langon zugeteilt. Die Bewohner werden Macariens genannt.

## Geografie
Saint-Macaire liegt am orografisch rechten Ufer der Garonne, 31 Kilometer nordwestlich von Marmande und 42 Kilometer südöstlich von Bordeaux. Die Nachbargemeinden am rechten Ufer sind Le Pian-sur-Garonne im Nordosten und Saint-Maixant im Nordwesten, am linken Ufer liegen Saint-Pierre-de-Mons im Südosten und Langon im Südwesten.

## Baudenkmäler
Siehe: Liste der Monuments historiques in Saint-Macaire (Gironde)

## Gemeindepartnerschaften
Seit 1993 unterhält Saint-Macaire eine Gemeindepartnerschaft mit Sierpc in Polen.

## Wirtschaft und Infrastruktur
Saint-Macaire ist ein Fremdenverkehrsort mit vielen historischen Bauten. Wichtige Erwerbszweige sind außerdem die Landwirtschaft, insbesondere der Weinbau. Es wird vorwiegend Weißwein angebaut.

### Verkehr
Die Départementsstraße D1113 und die Bahnstrecke Bordeaux–Sète flankieren die Ortschaft im Norden. Der Haltepunkt Saint-Macaire wird im Regionalverkehr mit TER-Zügen bedient.

## Bevölkerungsentwicklung
| Jahr      | 1962 | 1968 | 1975 | 1982 | 1990 | 1999 | 2006 | 2017 |
| --------- | ---- | ---- | ---- | ---- | ---- | ---- | ---- | ---- |
| Einwohner | 2199 | 1636 | 1767 | 1679 | 1587 | 1459 | 1670 | 2076 |